# Bentayou
Pour les articles homonymes, voir Bentayou.
Bentayou est une ancienne commune française du département des Pyrénées-Atlantiques. En 1845, la commune fusionne avec Sérée pour former la nouvelle commune de Bentayou-Sérée.

## Géographie
Bentayou est situé à vingt kilomètres à l'est de Pau

## Toponymie
Le toponyme Bentayou apparaît sous les formes 
Bentaio (XIIe siècle, cartulaire de Morlaàs), 
Bentayoo (1385, censier de Béarn), 
Ventayou, Bentanhou et Saint Jean de Bentayou (respectivement 1547, 1614 et 1675, réformation de Béarn) et 
Bentayon (1737, dénombrement de Maure).
Le toponyme Bruscat apparaît sous la forme Brusquat en 1615 (réformation de Béarn).
Le toponyme Saint-Jean, ancienne école de Bentayou, est mentionné en 1682 (réformation de Béarn).

## Histoire
En 1385, le village comptait vingt-huit feux et dépendait alors du bailliage de Montaner.

### Les Hospitaliers
Paul Raymond note que Bentayou était membre de la commanderie hospitalière de l'ordre de Saint-Jean de Jérusalem de Caubin et Morlaàs.

## Démographie
| 1793 | 1800 | 1806 | 1821 | 1831 | 1836 |
| ---- | ---- | ---- | ---- | ---- | ---- |
| 278  | 174  | -    | 260  | 324  | 351  |

## Culture locale et patrimoine

### Patrimoine civil
Les vestiges d'un ensemble fortifié du XIe siècle et d'un édifice fortifié du XIVe siècle témoignent du passé ancien de la commune.
Une ferme du XIXe siècle est visible au lieu-dit Bruscat. Une grange de la même époque est référencée au lieu-dit Grange Jolis.

### Patrimoine religieux
L'église Sainte-Catherine date partiellement du XIIe siècle. Elle recèle du mobilier inscrit à l'Inventaire général du patrimoine culturel.

## Pour approfondir